# Куций Петро Антонович
Петро́ Анто́нович Ку́ций (1922—?) — червоноармієць, учасник Німецько-радянської війни, Герой Радянського Союзу (1943). Згодом засуджений і позбавлений всіх звань і нагород.

## Біографія
Куций (справжнє прізвище Кусий) Петро Антонович стрілець стрілецького батальйону 1318-го стрілецького полку (163-тя Роменська стрілецька дивізія, 38-ма армія, Воронезький фронт), червоноармієць.
Народився в 1922 році в селі Малий Крупіль Березанського, нині Згурівського, району Київської області України, в селянській родині. Українець.
Закінчив 5 класів сільської школи. З початком Німецько-радянської війни залишився на окупованій території. Навесні 1942 року пішов на службу в поліцію, в комендатуру сусіднього села Великий Крупіль. Його батько був начальником комендатури, дядько секретарем. Був активним поліцаєм. Особисто брав участь у відправленні місцевої молоді до Німеччини, в облавах на партизанів. У боях з партизанами був двічі поранений. З приходом Червоної армії був мобілізований польовим військкоматом і зарахований стрільцем в 1-й батальйон 1318-го стрілецького полку 163-ї Роменської стрілецької дивізії.
У бою на Букринському плацдармі Куций гранатами знищив обслугу ворожого міномета. У наступні дні, відбиваючи контратаки гітлерівців, вогнем з автомата знищив більш як 10 ворогів. Через кілька днів дивізія була знята з цього плацдарму і перекинута на північ від Києва. Вночі проти 10 жовтня добровольці-кияни в тому ж складі вдруге форсували річку. В боях за село Гута Межигірська (Вишгородський район Київської області) червоноармієць Куций першим піднявся в атаку, закидав гранатами засідки німецьких автоматників на даху будинку, захопив два міномети вогнем з автомата. Завдяки його діям, підрозділи швидко зайняли населений пункт.
За наказом Президії Верховної Ради СРСР від 29 жовтня 1943 року за успішне форсування річки Дніпро, міцне закріплення на її західному березі та проявлені при цьому відвагу і геройство червоноармійцю Куцому Петру Антоновичу присвоєно звання Героя Радянського Союзу з врученням ордена Леніна і медалі «Золота Зірка».
Після війни був демобілізований, повернувся в рідне село, але ненадовго. Там добре пам'ятали його поліцейську старанність, та й батько вже був засуджений на 10 років. З 1948 року жив у Києві.
До відповідальності за службу в поліції його не притягали, вважалося, що спокутував провину кров'ю на фронті. Вів асоціальний спосіб життя: не мав постійного місця роботи, його не раз затримували за порушення громадського порядку. На початку 1953 року з двома товаришами по чарці приїхав у рідне село, затіяв бійку в сільському клубі, побив голову сільради. У лютому 1953 був заарештований. В середині березня 1953 року судом Березанського району Київської області засуджений до 5 років позбавлення волі. Але вже через кілька днів, за Указом «Про амністію» від 27 березня 1953, був звільнений. У ході слідства було взято свідчення односельців-партизан, які брали участь у боях з поліцейським Куцим. До Президії Верховної Ради СРСР було надіслано подання про позбавлення Куцого П. А. звання Героя Радянського Союзу і нагород. Генеральний прокурор Руденко дав висновок про позбавлення звання Героя Радянського Союзу, як такого, що вчинив тяжкий злочин перед Батьківщиною в період окупації, але притягати до відповідальності за зраду батьківщини вважав недоцільним за давністю часу. Указом Президії Верховної Ради СРСР від 30 січня 1954 роки за проступки, що порочать звання орденоносця, відповідно до «Спільного Положення про ордени СРСР», Куций Петро Антонович позбавлений звання Героя Радянського Союзу і нагород. Подальша доля не встановлена.